# نعاب

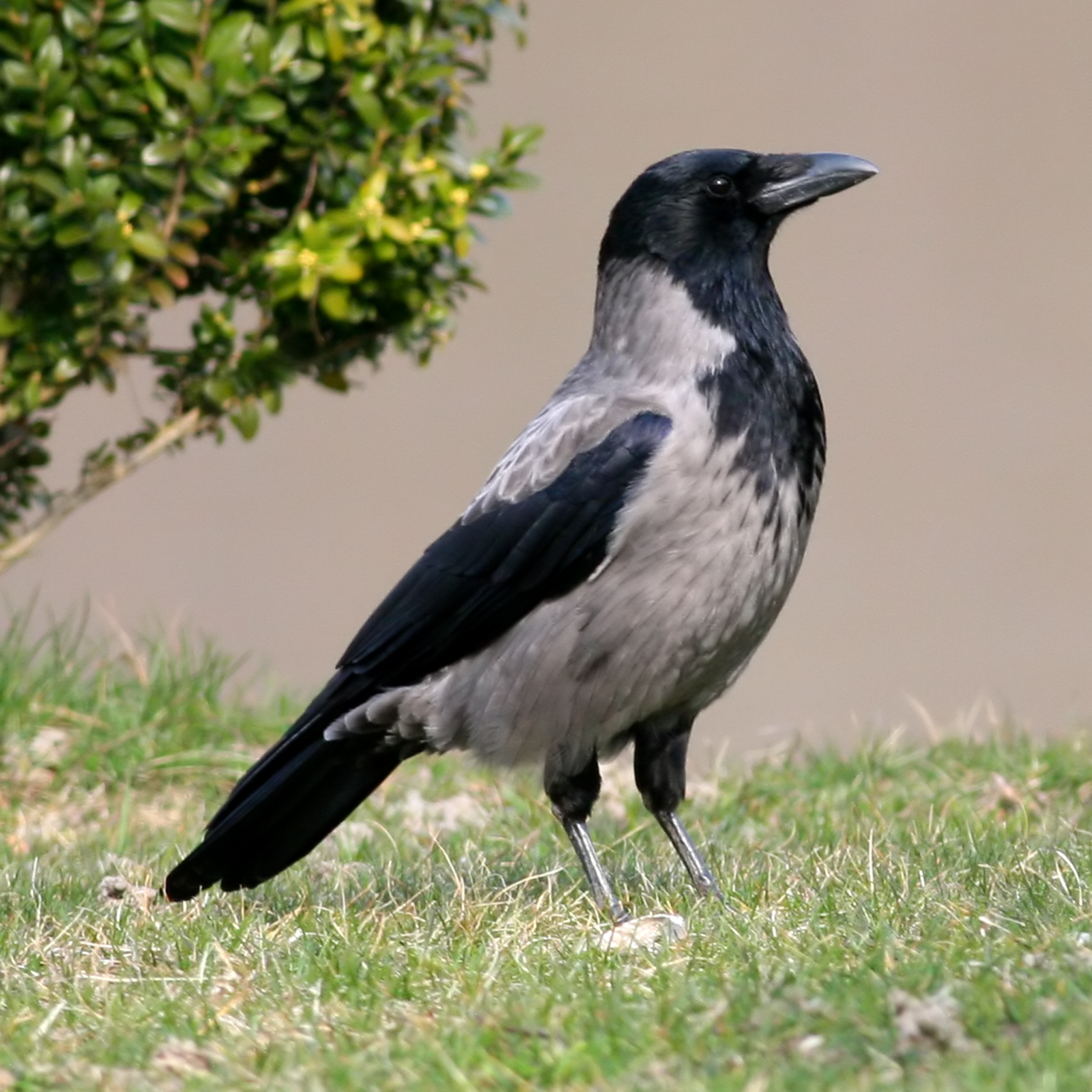
غراب

## معنى النعاب
نَعَبَ الغرابُ وغيره، يَنْعَب ويَنْعِبُ نَعْباً، ونَعِـيباً، ونُعاباً، وتَنْعاباً، ونَعَباناً : صاحَ وصَوَّتَ، وهو صَوْتُه ؛ وقيل : مَدَّ عُنقَه، وحَرَّك رأْسَه في صياحه؛ والنعاب هو فرخ الغراب.

## دعاء داوود
وفي دُعاءِ داود ، على نبينا وعليه الصلاة والسلام : يا رازِقَ النَّعَّابِ في عُشِّه ؛ النَّعَّابُ : فرخ الغُراب .
قيل : إِنَّ فَرْخَ الغُراب إِذا خَرَجَ من بَيْضِه، يكون أَبيضَ كالشَّحْمة، فإِذا رآهُ الغُراب أَنكره وتركه، ولم يَزُقَّه، فيسوقُ اللّه إِليه البَقَّ، فيَقَعُ عليه لزُهُومة ريحه، فيَلْقُطُها ويَعيشُ بها إِلى أَن يَطْلُع ريشُه ويَسْوَدَّ، فيُعاوِدَه أَبوه وأُمُّه.

## هوامش
1. ↑  معجم المعاني الجامع - معجم عربي عربي

## مواقع خارجية
قصة دعاء سيدنا داود  عن موقع طريق الإسلام الجديدة